# دیویدسن (اکلاهما)
دیویدسن(به انگلیسی: Davidson) شهری در ایالت اکلاهما کشور ایالات متحده آمریکا است که جمعیت آن در سرشماری سال ۲۰۱۰ میلادی، ۳۱۵ نفر بوده‌است.